# マランジュ
マランジュ(Maranges)は、フランス東部、ブルゴーニュ地域圏ソーヌ＝エ＝ロワール県北部にある、ブルゴーニュワインの栽培地域である。コート・ド・ボーヌ地区最南端の栽培地域で、AOCに指定されている。
コート・ド・ボーヌ地区は、原則的にコート＝ドール県内にあるが、この地区だけ県境の南側にある。この地区は、ドジズ・レ・マランジュ、シェイィ・レ・マランジュ、サンピニ・レ・マランジュの3ヶ村で構成されているが、人口は併せて800人程度の小さな区域である。
ワインは大半が赤で、北隣のサントネに似た、比較的ボディーのしっかりしたものである。特級畑はないものの、163haの畑のほぼ半分は1級に指定されており、かなりの実力を持っている。しかしAOCに認定されたのが1989年と新しいため、市場での知名度はまだあまり高くない。これからが楽しみな地域である。